# Coryn Rivera
Coryn Rivera (født 26. august 1992) er en amerikansk tidligere cykelrytter.
Pr. august 2015 havde Rivera vundet 70 nationale titler. Hun vandt sin første titel indenfor elitecykling i de nationale mesterskaber i 2014.